# زاك أبلمان
زاك أبلمان (بالإنجليزية: Zach Appelman)‏ مواليد 1986 في بالو ألتو، هو ممثل أفلام، تلفاز ومسرح أمريكي بدأ مسيرته الفنية سنة 2010. درس في جامعة كاليفورنيا وحصل على بكالوريوس الفنون الجميلة. لديه حزام أسود في الكاراتيه.

## الأعمال

### أفلام
- اقتل أعزائك (2013)

### مسلسلات
- أرض الوطن (2012) (بدور: جيمس كارينغتون)
- القانون والنظام: الوحدة الخاصة للضحايا (2013)
- الجميلة والوحش (2015) (بدور: ألتون فين)

### المسرح
- هاملت (أدى دور هاملت)
- السلاح والرجل
- هنري الخامس (أدى دور الملك هنري)
- روميو وجولييت
- موت بائع متجول
- حلم ليلة منتصف الصيف
- حكاية الشتاء
- كما تشاء
- الملك لير
- تيمون الأثيني
- كوميديا الأخطاء

## وصلات خارجية
- زاك أبلمان على موقع IMDb (الإنجليزية)
- زاك أبلمان على موقع ميوزك برينز (الإنجليزية)
- زاك أبلمان على موقع قاعدة بيانات الفيلم (الإنجليزية)
- الموقع الرسمي